# Setodes alalus
Setodes alalus är en nattsländeart som beskrevs av Martin E. Mosely 1948. Setodes alalus ingår i släktet Setodes och familjen långhornssländor. Inga underarter finns listade i Catalogue of Life.

## Bildgalleri

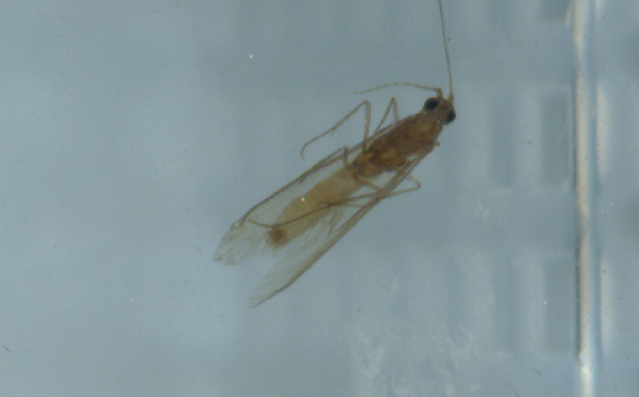